# 레옹 티에르셀랭
레옹 티에르셀랭(프랑스어: Léon Thiércelin)은 아이티의 펜싱 선수로 1900년 하계 올림픽의 에페와 플뢰레 종목에 출전했다.